# Pierścień regularny w sensie von Neumanna
Pierścień regularny w sensie von Neumanna – pojęcie teorii pierścieni wprowadzone przez Johna von Neumanna w pracy On Regular Rings z 1936 roku: pierścień, w którym dla dowolnego jego elementu {\displaystyle x} istnieje element {\displaystyle y} spełniający {\displaystyle x=xyx}.